# Фармланд (Индијана)
Фармланд (енгл. Farmland) град је у америчкој савезној држави Индијана.

## Демографија
По попису из 2010. године број становника је 1.333, што је 123 (-8,4%) становника мање него 2000. године.
| Група             | 2000.         | 2010.         |
| Белци             | 1.432 (98,4%) | 1.290 (96,8%) |
| Афроамериканци    | 0 (0,0%)      | 2 (0,2%)      |
| Азијати           | 1 (0,1%)      | 1 (0,1%)      |
| Хиспаноамериканци | 3 (0,2%)      | 14 (1,1%)     |
| Укупно            | 1.456         | 1.333         |